# Jamundí (kommun)
Jamundí är en kommun i Colombia.   Den ligger i departementet Valle del Cauca, i den västra delen av landet, 300 km sydväst om huvudstaden Bogotá. Antalet invånare är 96 993.